# 河東町郡山
河東町郡山（かわひがしまち こおりやま）は、福島県会津若松市の大字である。郵便番号は969-3481。

## 地理
会津若松市北部の河東地区（旧河沼郡河東町域）に属する。北西で河東町谷沢、北で河東町熊野堂、東で河東町南高野、南東で河東町広田、南で高野町上沼、高野町橋本、西で高野町大字木流、河沼郡湯川村桜町とそれぞれ隣接する。また域内東部に河東町広田の飛地（字横堀）が存在する。概ね町村制施行以前の河沼郡郡山村の流れを汲む地域である。河東地区西端部に位置し、一級水系阿賀野川水系溷川右岸側域の一部を主な範囲とする。西部を南北に国道121号とJR磐越西線が、東部を南北に福島県道69号北山会津若松線が縦断し、北部を東西に福島県道33号会津坂下河東線が横断する。域内全域にわたり水田が広がり、東部の市役所支所の所在する金道や南部の古宮、西部の堂島駅にほど近い本宮などに集落が点在する。

### 河川・湖沼
一級水系阿賀野川水系
- 溷川

### 主な字
字
- 明石塚甲
- 一揆塚
- 一揆塚甲
- 戊亥戌
- 戌亥山丙
- 大西乙
- 御獅子山甲
- 籠田丙
- 川端丁
- 北郡
- 北郡甲

- 京手前乙
- 小猿壇甲
- 金道
- 金道原丙
- 金道山
- 金道山甲
- 獅子山
- 獅子山丁
- 下西原甲
- 神明台
- 神明台甲

- 新屋敷
- 新屋敷後丁
- 中子山
- 中子山甲
- 中西原甲
- 中屋敷
- 中屋敷甲
- 七ツ段
- 七ツ段丙
- 西原
- 西原乙

- 西原甲
- 西向原
- 二本杉
- 二本杉甲
- 東
- 古宮
- 古宮甲
- 宝月山
- 宝月山甲
- 三ツ五輪丙
- 南保子田

- 南保子田甲
- 村北乙
- 村東
- 村東乙
- 村前丁
- 本宮
- 本宮乙
- 屋敷山丙
- 休石
- 休石丙

## 歴史
- 1875年 -  郡山村が新屋敷新田村・金道分・郡山新村と合併する。
- 1879年1月27日 - 郡山村が福島県内における郡区町村制の施行により河沼郡の村となる。
- 1889年4月1日 - 町村制の施行により郡山村が周辺7村と合併し堂島村が発足する。旧郡山村域は堂島村の大字となる。
- 1957年4月1日 - 堂島村が日橋村と合併して河東村が発足し、河東村の大字となる。
- 1978年4月1日 - 河東村が町制施行し、河東町の大字となる。
- 2005年11月1日 - 河東町が会津若松市に編入され、会津若松市の大字となる。

## 世帯数と人口
2024年1月1日現在の世帯数と人口は以下の通りである。
| 大字       | 世帯数  | 人口  |
| ---------- | ------- | ----- |
| 河東町郡山 | 195世帯 | 522人 |

## 小・中学校の学区
市立小・中学校に通う場合、学区は以下の通りとなる。
| 番地 | 小学校                       | 中学校                       |
| ---- | ---------------------------- | ---------------------------- |
| 全域 | 会津若松市立河東学園前期課程 | 会津若松市立河東学園後期課程 |

## 交通

### 鉄道
JR東日本
- 磐越西線
  - 堂島駅

### 道路
- 国道121号
- 福島県道33号会津坂下河東線
- 福島県道69号北山会津若松線

## 施設
- 会津若松市役所 河東支所
- 会津若松警察署 河東駐在所
- 会津若松市河東地域包括支援センター
- 河東公民館
- 本宮多目的集落センター
- 福島県立医科大学会津医療センター附属病院 駐車場
- セブンイレブン 会津広田店
- 長栄寺
- 磐椅神社
- 本宮稲荷神社
- 郡山農村公園
- 広田西公園